# ガスパール・デ・クライエル
ガスパール・デ・クライエル または カスパール・デ・クライエル（Gaspar de Crayer または　Caspar de Crayer 、1584年11月18日 - 1669年1月27日）は、フランドルの画家である。

## 略歴
アントウェルペンで、画商や装飾画家として働いた同名の父親の息子に生まれた。ミヒール・コクシー(1499-1592)の息子でスペイン領ネーデルラント君主の宮廷画家であったラファエル・コクシー(Raphael Coxie: c.1540–1616)の弟子としてアントウェルペンで学んだ。1607年にブリュッセルに移り、ブリュッセルの画家組合に加入した。1660年代までブリュッセルで働いた。
1610年から弟子を教えるようになり、1612年からスペイン領ネーデルラント君主のアルブレヒト7世（在位:1595-1621）の宮廷で働いた。イサベル・クララ・エウヘニアにも仕え、レオポルト・ヴィルヘルム・フォン・エスターライヒ（在位:1647-1656)にも仕えた。
1614年から何度かブリュッセルの画家組合の役員を務め、1610年から1661年まで運営した工房は、大きな工房となり、ヤン・ファン・クレーフェ(Jan van Cleve)や, アンセルム・ファン・ヒューレ(Anselm van Hulle)、François Monnavillebといった画家が働き、スペイン領ネーデルラントの有力者の肖像画や教会の祭壇画などを制作した。ピーテル・パウル・ルーベンス(1577-1640)のスタイルの追随者とされ、ルーベンスが亡くなった後、フランドルでルーベンスのスタイルを広めるのに貢献した。
ヘントの教会などからも仕事の注文を受けていて1664年から亡くなるまでの5年間はヘントに住んでいた。
1613年にアントウェルペンの女性と結婚していたが、子供はいなかった。

## 作品

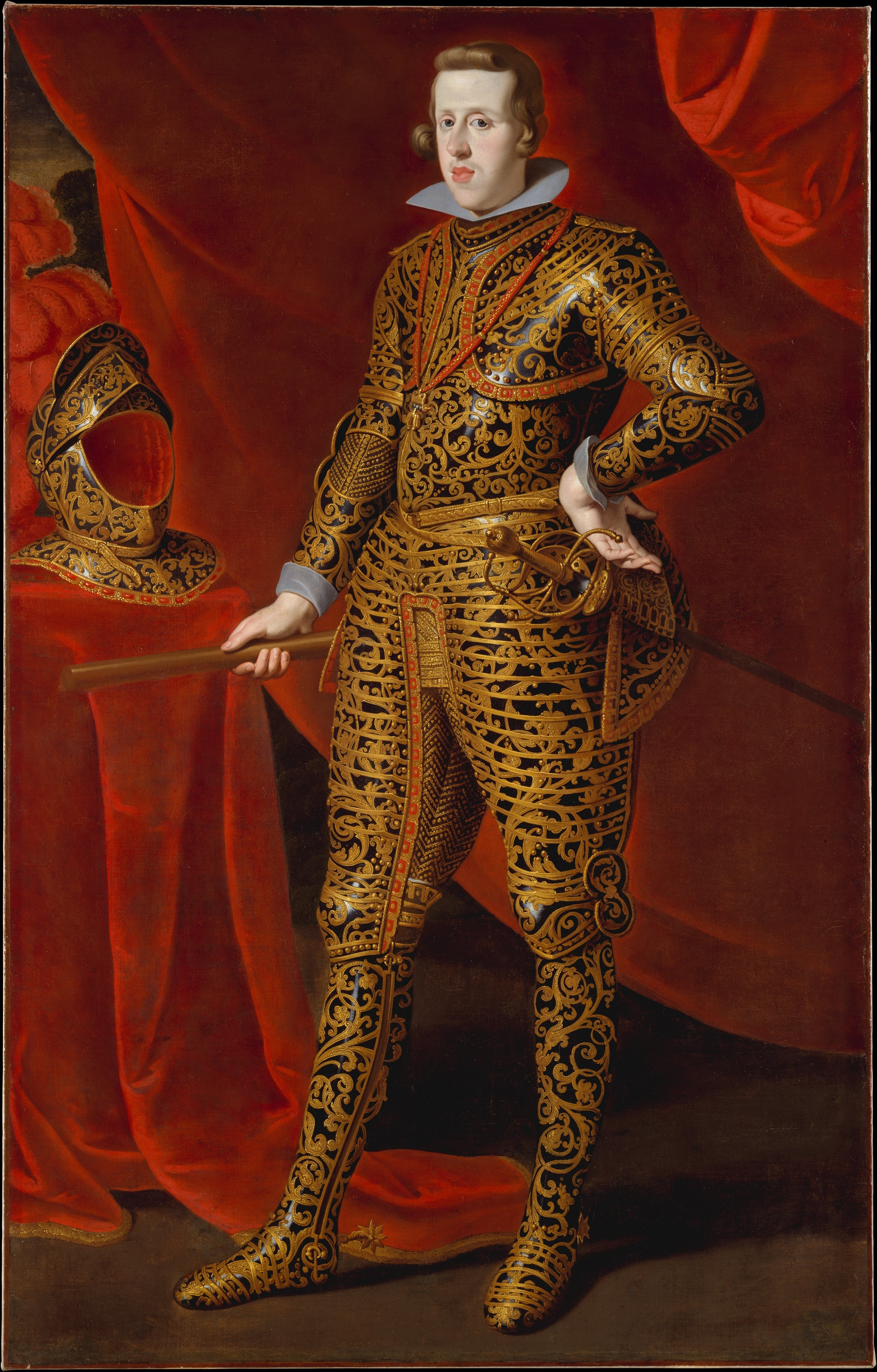
フェリペ4世 (スペイン王) (c.1528) メトロポリタン美術館
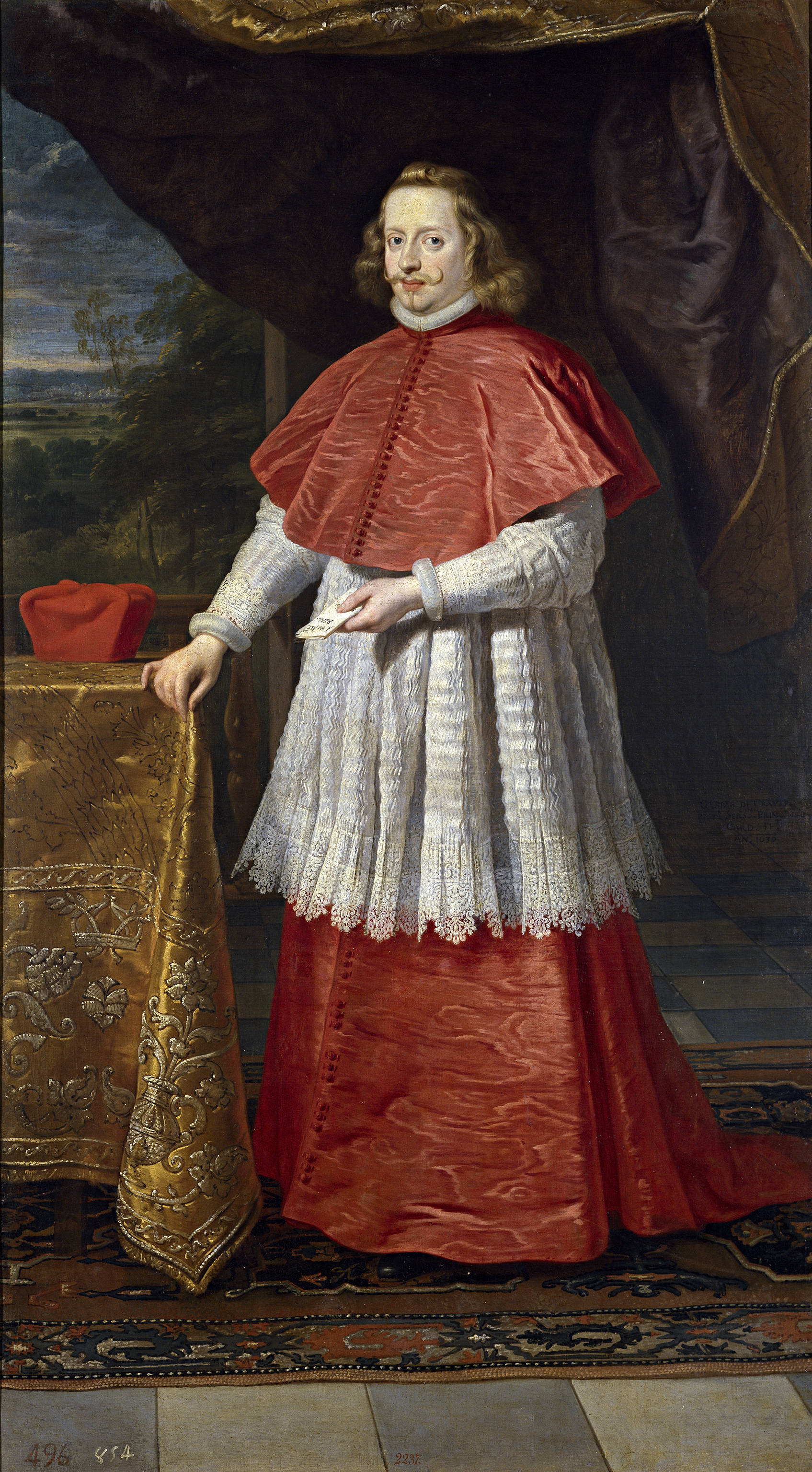
フェルナンド・デ・アウストリア (枢機卿) (1639) プラド美術館
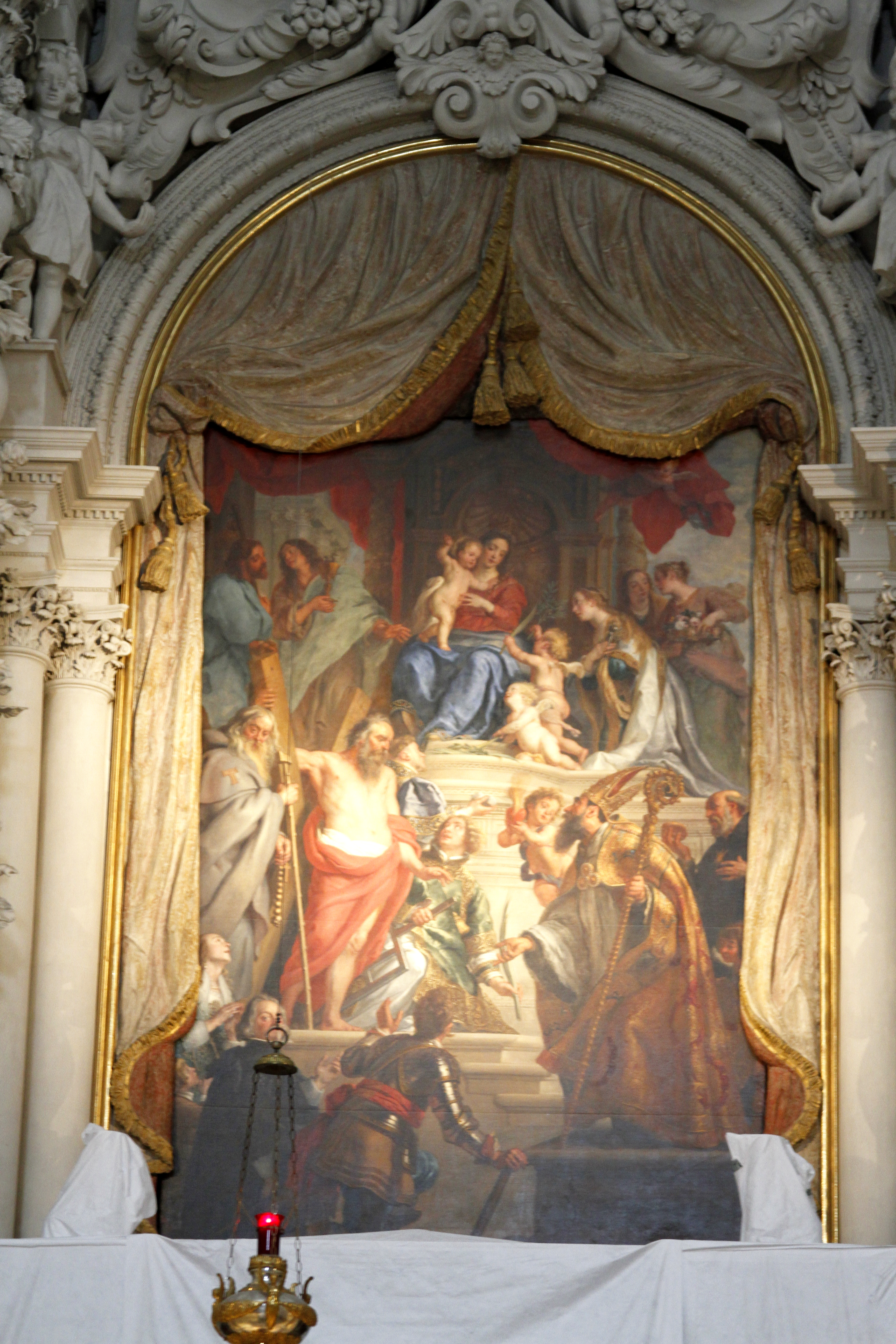
ミュンヘン、テアティナー教会の祭壇画
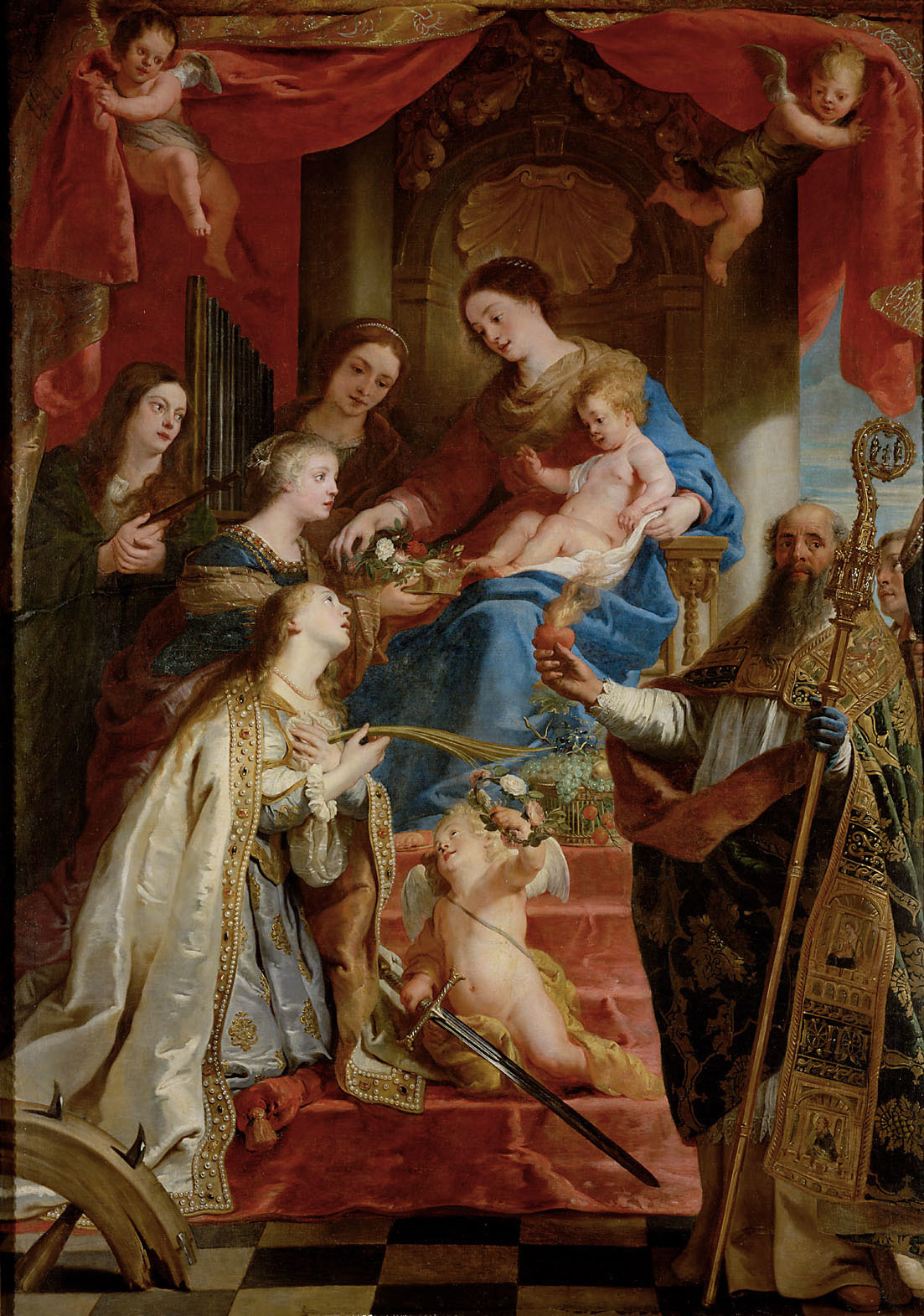
聖母子と聖人たち